# Bluffs
Bluffs – wieś w Stanach Zjednoczonych, w stanie Illinois, w hrabstwie Scott.